# Alexandrina Burelly
Alexandrina Burelly (n. 1865 - d. 1954), a fost fiica arhitectului Gaetano Burelly (n. 1813 - d. 1896). Pe 7 ianuarie 1889 se căsătorește cu Ion Luca Caragiale. Din relație rezultă 2 fete, Ioana și Agatha, ambele moarte timpuriu din cauza tusei convulsive. Mai târziu aceasta naște un băiat, Luca Caragiale(n. 1893 - d. 1921) și o fată, Ecaterina (căs. Logadi) (n. 1894 - d. 1987).